# Flacourtia indica
Flacourtia indica är en videväxtart som först beskrevs av Nicolaas Laurens Nicolaus Laurent Burman, och fick sitt nu gällande namn av Elmer Drew Merrill. Flacourtia indica ingår i släktet Flacourtia och familjen videväxter. Utöver nominatformen finns också underarten F. i. innocua.

## Bildgalleri

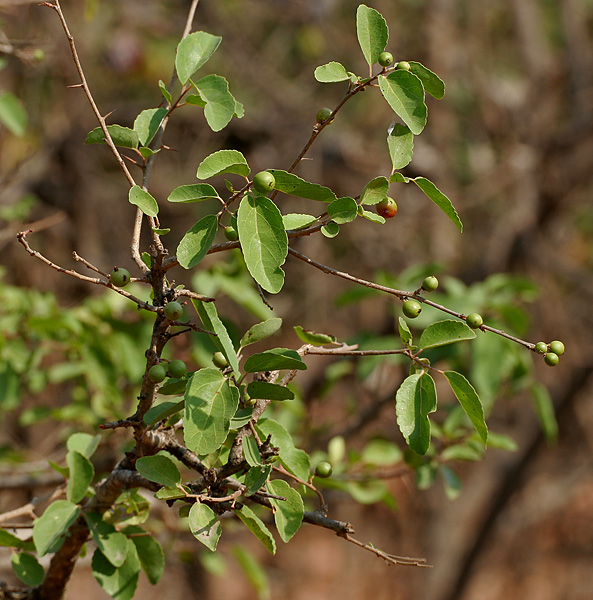
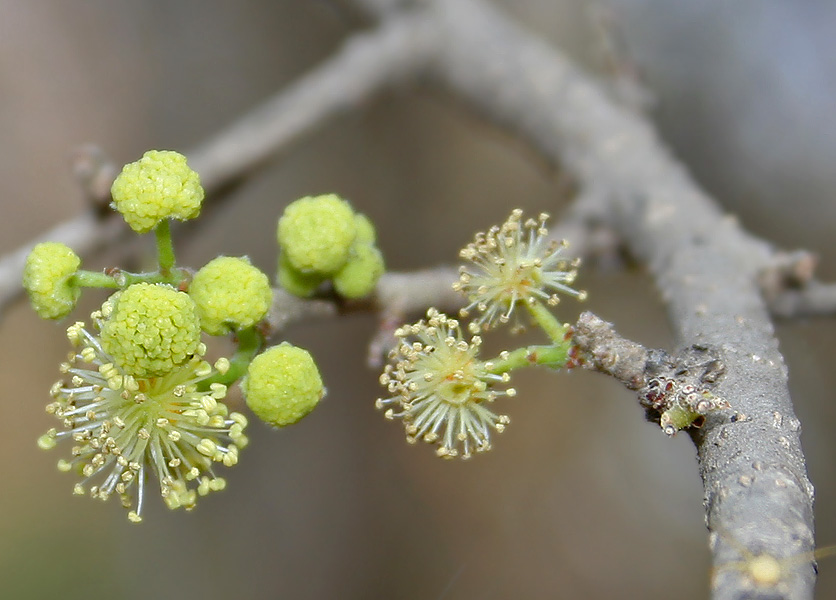
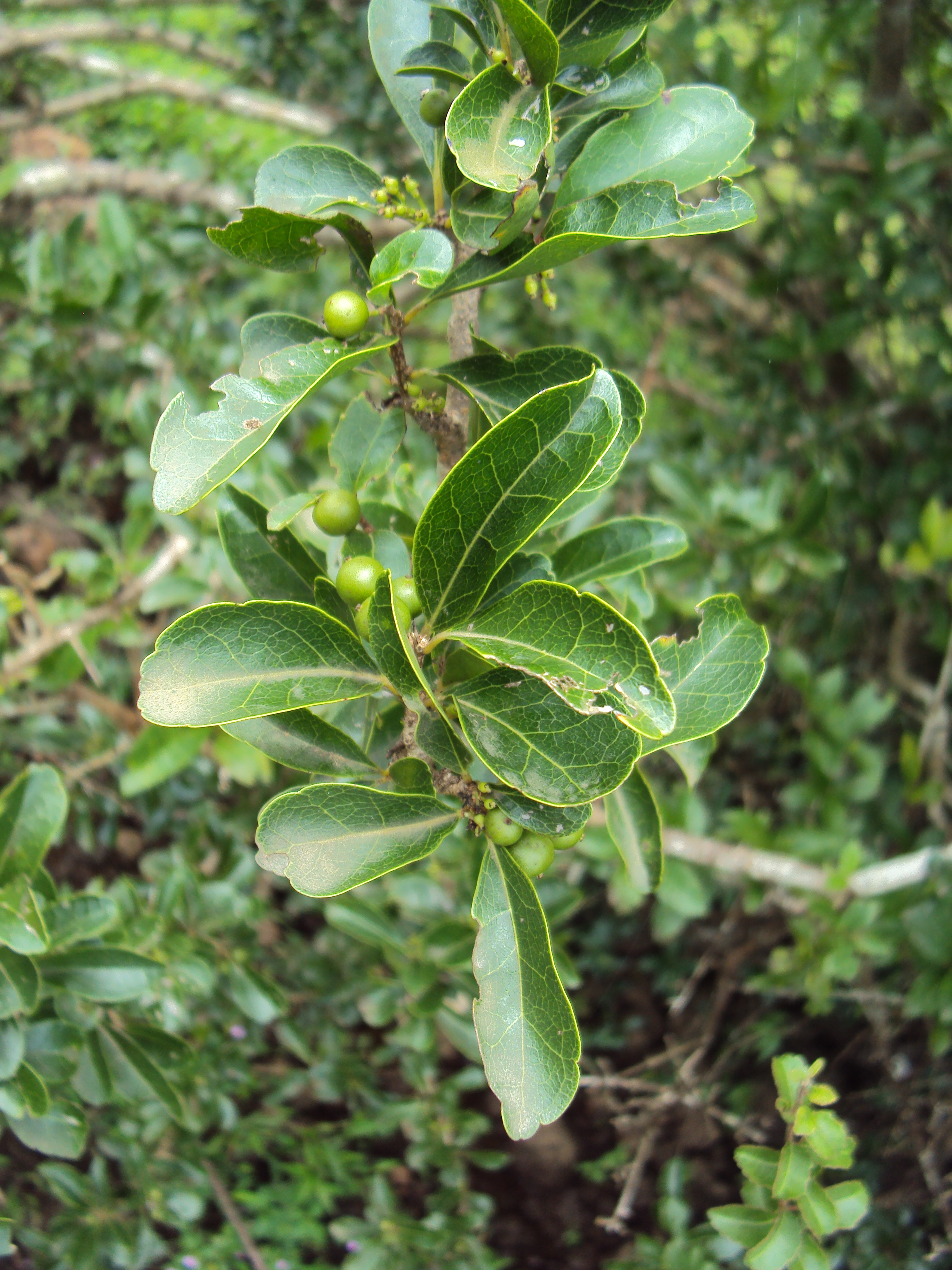
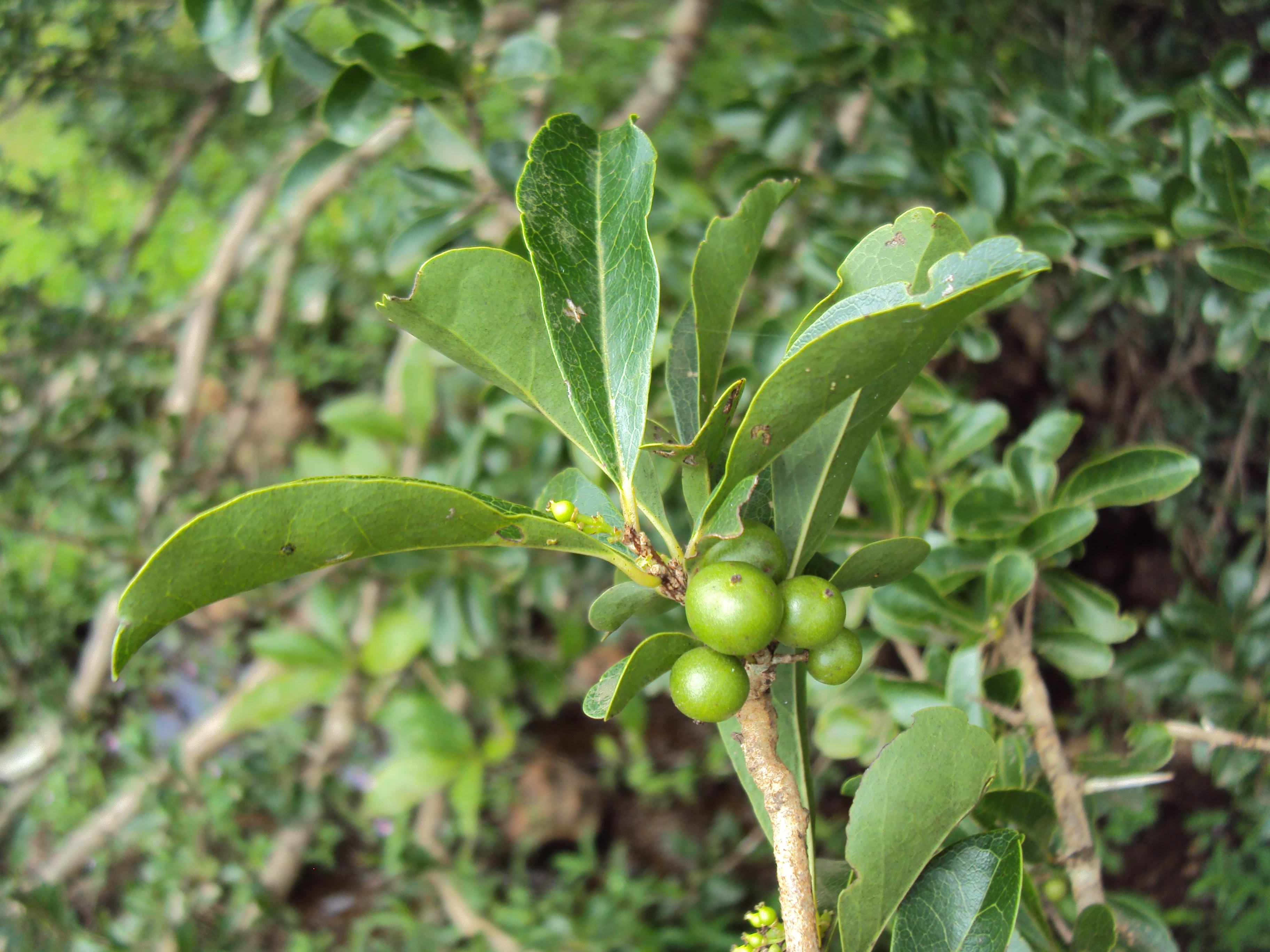
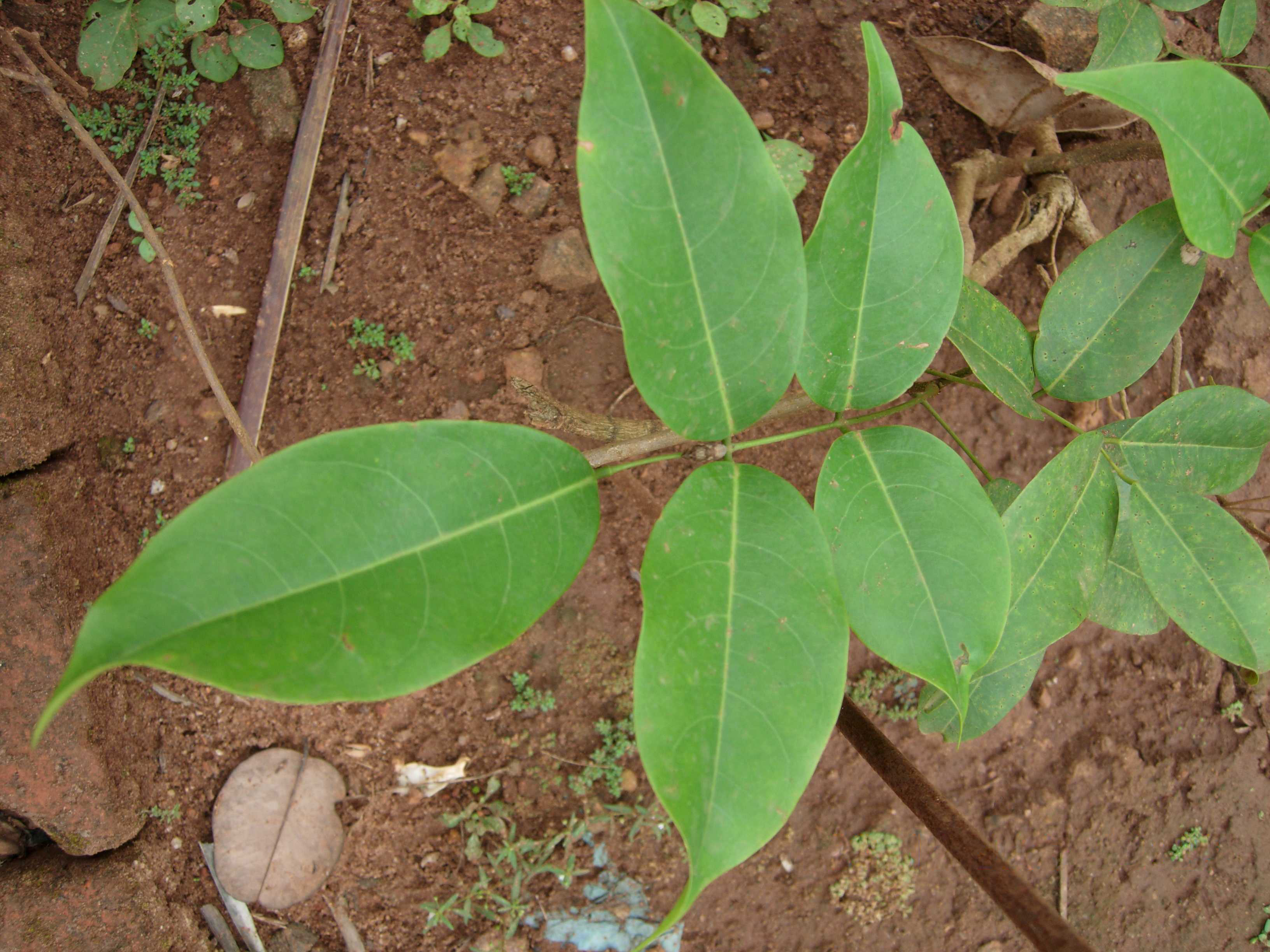